# Knight Rider 2010
Knight Rider 2010 è un film per la televisione del 1994; non ha niente a che fare con la serie televisiva Supercar (titolo originale Knight Rider), tranne che per il titolo e per il concetto secondo cui «un uomo solo può fare la differenza» (one man can make a difference).
Parla delle vicende di una donna, Hannah, prematuramente scomparsa, la cui anima entrerà nell'auto di un uomo, Jared. La trama è ambientata in un'atmosfera futuristica molto cupa.
L'auto non è più una Pontiac TransAm, ma una Ford Mustang.
Questo film è stato trasmesso in Italia, mentre negli Stati Uniti è stato trasmesso solo due volte.
Le prime bozze del film pare fossero molto più vicine alla story-line di Knight Rider, comprendendo persino KITT; successivamente però le cose andarono diversamente a causa di problemi di copyright.